# 요한 카지미어 폰 팔츠지머른 궁정백
팔츠짐머른 백작 요한 카시미어(독일어: Johann Casimir von Pfalz-Simmern)은  독일의 영주였으며,  팔츠 선제후 프리드리히 3세의 막내 아들이었다.  확고한 칼빈주의자로서 그는 네덜란드 혁명을 포함하여 종교전쟁에서 용병의 지도자였다. 1583년에서 1592년 그의 조카 팔레틴 프리딕 4세 선제후을 대신하여 섭정을 하였다. 제롬 잔키우스와 같은 하이델베르크 대학교를 떠나서 온 신학자들을 환영하였다. 팔츠 선제후 루트비히 6세는 자기의 아버지인 팔츠 선제후 프리드리히 3세의 유언을 따르지 않고 루터주의 추구하였기 때문에 많은 개혁주의 신학자들이 떠나게 되었다.

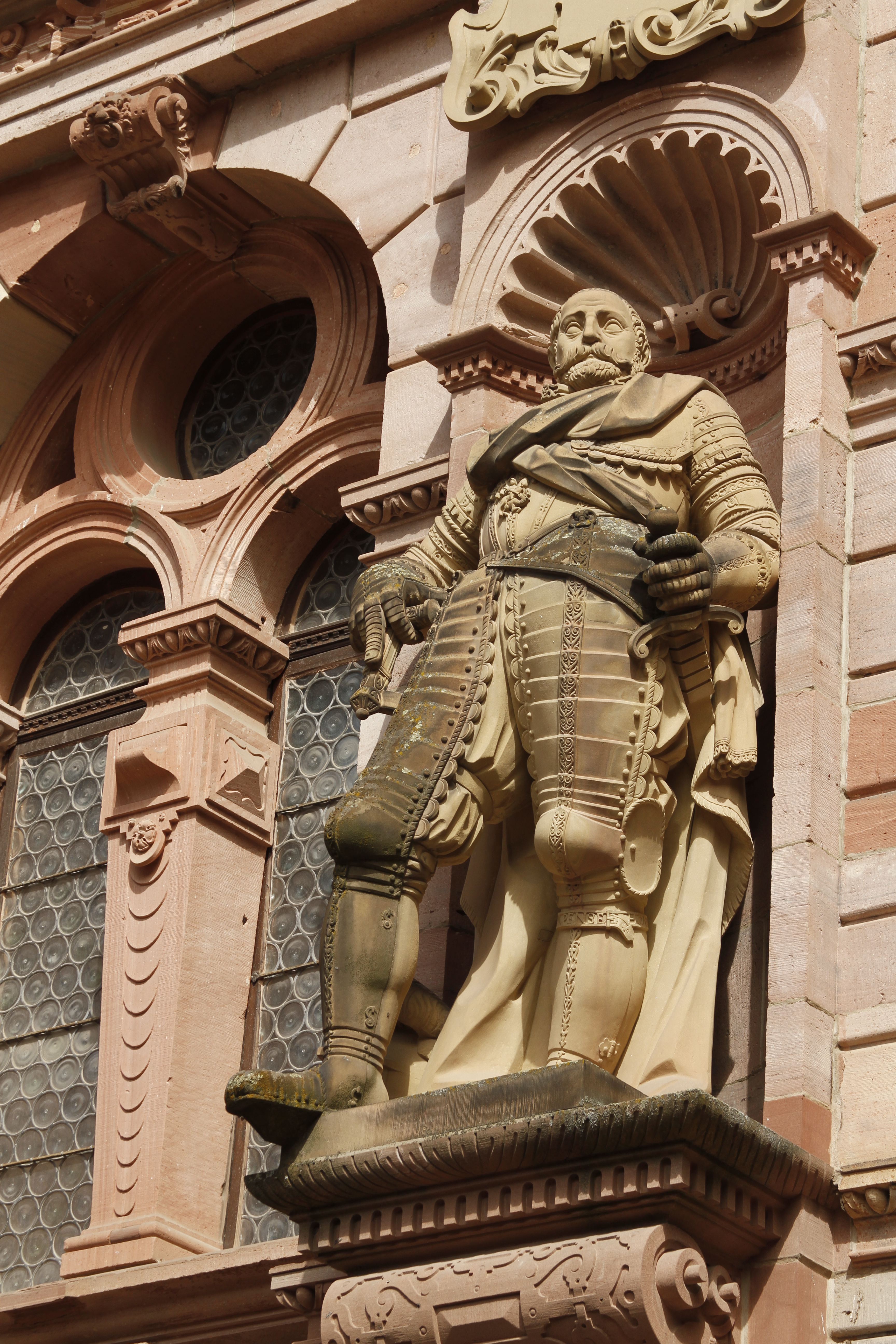
하이델베르크 성에 있는 요한 카시미어 조각상

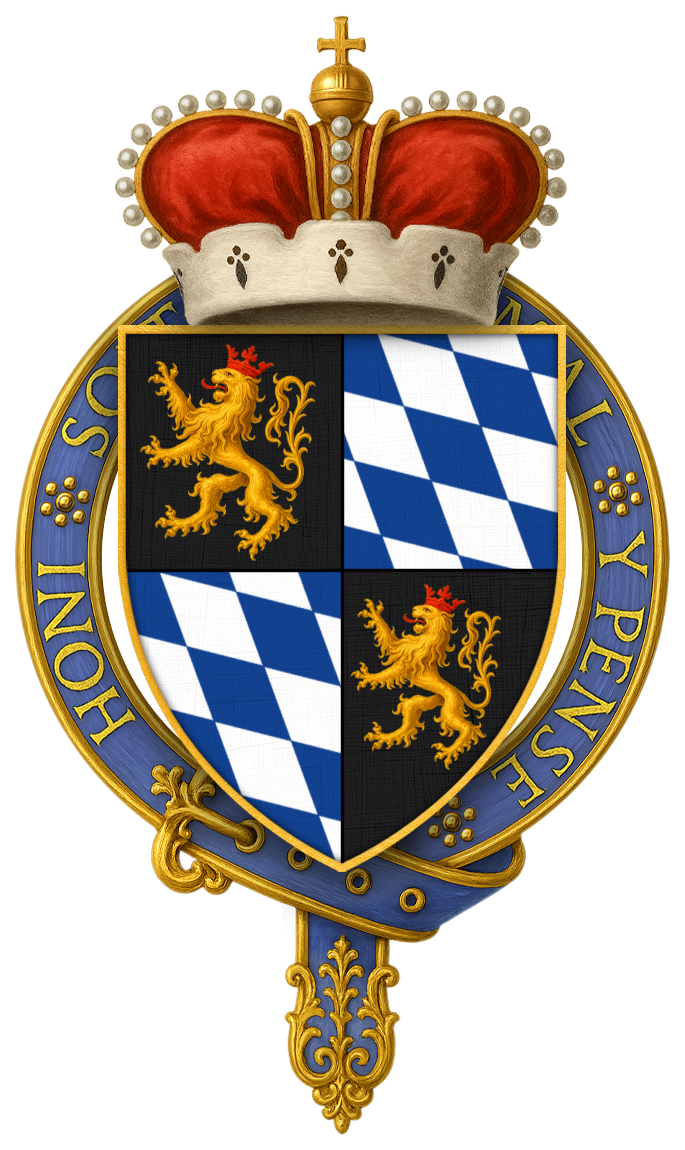
카시미어 문장

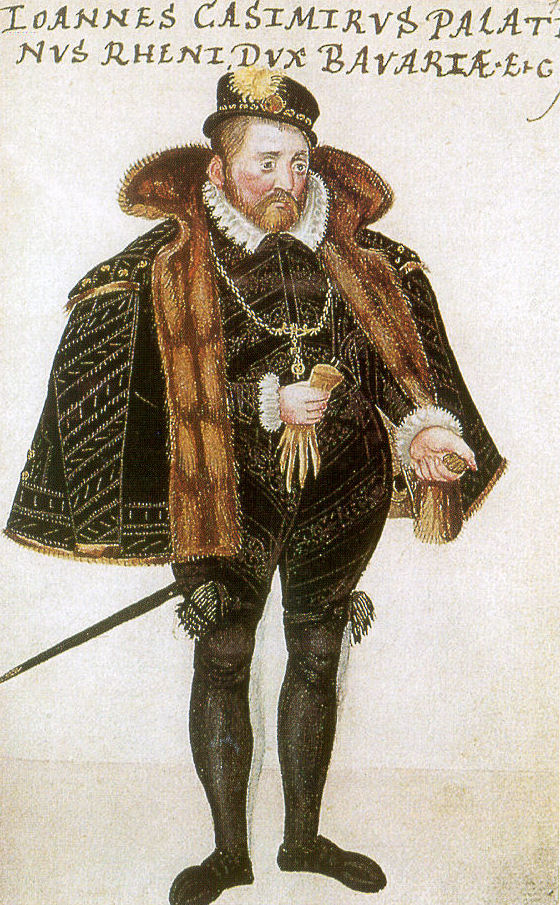
요한 카시미어

## 자녀
1. unnamed son (15 September 1573)
2. Marie (b. July 26, 1576 – d. February 22, 1577).
3. Elisabeth (b. May 5, 1578 – d. October 27, 1580).
4. Dorothea (b. January 6, 1581 – d. September 18, 1631); married John George I, Prince of Anhalt-Dessau in 1595.
5. unnamed daughter (28 February 1584)
6. unnamed daughter (2 February 1585)